# Badia di San Pietro (Altopascio)
La badia di San Pietro è un edificio sacro che si trova in località Badia Pozzeveri ad Altopascio, arcidiocesi di Lucca.

## Storia
Una prima menzione della località di Pozzeveri risale al 952. Nel 1039 si rammenta nelle carte lucchesi un borgo nel quale erano presenti due chiese, una dedicata a Santo Stefano, successivamente scomparsa, e l'altra a San Pietro. Quest'ultima, nel 1056 divenne una canonica, cioè una comunità di sacerdoti. Nel 1086 si cominciò a parlare di un monastero a Pozzeveri secondo la regola benedettina, al quale il pontefice Urbano II, con bolla del 1 febbraio 1095, concesse il diritto di libera sepoltura. A partire dal 1103 si ebbe il passaggio dell'abbazia ai monaci camaldolesi. Nei pressi dell'abbazia fu attivato uno xenodochio per l'accoglienza dei pellegrini che transitavano sulla Via Francigena. L’abbazia ebbe come giuspatroni i signori del vicino castello di Porcari e tra il XII e il XIII secolo ampliò notevolmente il proprio patrimonio immobiliare. Il Libellus extimi lucane diocesis del 1260 colloca l’abbazia di Pozzeveri fra le istituzioni religiose più ricche della diocesi di Lucca. Nel settembre del 1325 l’abbazia fu occupata, insieme ai terreni circostanti, dagli accampamenti dell’esercito fiorentino guidato da Ramondo di Cardona e il 22 settembre si tenne la celebre battaglia di Altopascio, nella quale vinse Castruccio Castracani. Le successive scorribande armate che interessarono l'area nel corso del XIV secolo comportarono uno spopolamento e il successivo abbandono della comunità monastica, che si trasferì a Lucca. La definiva soppressione dell’ente si ebbe con bolla pontificia del 3 luglio 1408. Il complesso abbaziale ridusse in rovina, la chiesa divenne di pertinenza del capitolo del Duomo di Lucca e successivamente divenne sede parrocchiale. Nel 1976 una nuova chiesa è stata edificata nel cuore della frazione di Badia Pozzeveri e la vecchia è stata spogliata di tutte le opere d'arte e lasciata in stato d'abbandono.
Dall'estate 2011 l'area circostante alla chiesa è stata oggetto di più campagne di scavi archeologici da parte dell'Università di Pisa, durante le quali sono emerse centinaia di sepolture di epoca compresa tra l'XI e il XVIII secolo e si è riusciti a ricostruire la pianta originaria dell'antica abbazia. I lavori sono stati documentati sulla rivista Science e oggetto di un servizio della trasmissione televisiva della Rai Superquark.